# Zöldarcú dárdacsőrűkolibri
A zöldarcú dárdacsőrűkolibri (Doryfera ludovicae) a madarak osztályának sarlósfecske-alakúak (Apodiformes) rendjébe és a kolibrifélék (Trochilidae) családjába tartozó faj.

## Rendszerezése
A fajt Jules Bourcier és Étienne Mulsant írták le 1847-ben, még a Trochilus nembe Trochilus ludovicae néven.

## Alfajai
- Doryfera ludovicae ludovicae (Bourcier & Mulsant, 1847)
- Doryfera ludovicae veraguensis Salvin, 1867[2]

## Előfordulása
Costa Rica, Panama, Bolívia, Kolumbia, Ecuador, Peru és Venezuela területén honos. Természetes élőhelyei a szubtrópusi és trópusi síkvidéki és hegyi esőerdők, valamint cserjések.
|  |

## Megjelenése
Testhossza 13 centiméter. Hosszú csőre van.

## Természetvédelmi helyzete
Az elterjedési területe rendkívül nagy, egyedszáma ismeretlen. A Természetvédelmi Világszövetség Vörös listáján nem fenyegetett fajként szerepel.